# Campionati europei di ciclismo su strada 2015 - Cronometro femminile Junior
La cronometro femminile Junior dei Campionati europei di ciclismo su strada 2015, undicesima edizione della prova, si disputò il 6 agosto 2015 su un percorso di 14,4 km, con partenza ed arrivo a Tartu, in Estonia. La medaglia d'oro fu appannaggio della polacca Agnieszka Skalniak la quale completò il percorso con il tempo di 19'33"61, alla media di 41,171 km/h; argento andò alla russa Ksenija Cymbaljuk e bronzo all'olandese Yara Kastelijn.
Partenza con 48 cicliste, delle quali 47 completarono la competizione.

## Ordine d'arrivo (Top 10)
| Pos. | Corridore          | Squadra     | Tempo    |
| ---- | ------------------ | ----------- | -------- |
| 1    | Agnieszka Skalniak | Polonia     | 19'33"61 |
| 2    | Ksenija Cymbaljuk  | Russia      | a 13"    |
| 3    | Yara Kastelijn     | Paesi Bassi | a 29"    |
| 4    | Aafke Soet         | Paesi Bassi | a 34"    |
| 5    | Juliette Labous    | Francia     | a 54"    |
| 6    | Susanne Andersen   | Norvegia    | a 55"    |
| 7    | Lisa Morzenti      | Italia      | a 56"    |
| 8    | Nikola Nosková     | Rep. Ceca   | a 59"    |
| 9    | Sofia Bertizzolo   | Italia      | a 1'01"  |
| 10   | Fleur Nagengast    | Paesi Bassi | a 1'11"  |